# Гімн Самарської області
Гімн Самарської області є офіційним символом Самарської області. Затверджений Постановою Самарської Губернської Думи 26 грудня 2006 року.
Автор музики — Леонід Вохмянин, слів — Олег Бичков.